# Liverpool School of Tropical Medicine
La Liverpool School of Tropical medicine, che ha sede a Liverpool, nel Regno Unito, è uno dei pochi centri postlaurea di merito nel mondo per ricerca ed addestramento nella medicina tropicale. Da quando TDR ha cominciato nel 1975, la Liverpool School è stata coinvolta molto attentamente nelle attività del programma attraverso i comitati di coordinamento, progetti di ricerca a Liverpool e gli allievi di addestramento ed e d'oltremare di ricerca. Oggi, la Liverpool School ed i TDR continuano ad avere un'associazione cooperativa e fruttuosa.